# 玉山北峰
玉山北峰（ぎょくざんほくほう）は台湾南投県信義郷にある山。標高3,858m。玉山の北方に位置し、玉山群峰の一峰で、「北峰」とも呼ばれる。日本統治時代には北山、新高北山（にいたかほくさん）、斗六新高と呼ばれた。

## 概要
玉山北峰には気象観測所が有り、常駐者もおり、物資を運ぶヘリコプターが飛んでいる。現在の玉山気象観測所は日本統治時代の1943年10月1日に台湾総督府によって設置されたものである。
ラクダに似た山容であることから台湾の登山家である邢天正はこの山を「天駝峰」と称した。